# Estação Miguel Ángel de Quevedo
A Estação Miguel Ángel de Quevedo é uma das estações do Metrô da Cidade do México, situada na Cidade do México, entre a Estação Viveros-Derechos Humanos e a Estação Copilco. Administrada pelo Sistema de Transporte Colectivo, faz parte da Linha 3.
Foi inaugurada em 30 de agosto de 1983. Localiza-se no cruzamento da Avenida Universidad com a Rua Miguel Ángel de Quevedo. Atende o bairro Chimalistac, situado na demarcação territorial de Álvaro Obregón, e o bairro Romero de Terreros, situado na demarcação territorial de Coyoacán. A estação registrou um movimento de 12.813.161 passageiros em 2016.